# Рохас, Фернандо
Ферна́ндо Ро́хас Эрре́ра (исп. Fernando Rojas Herrera, 2 августа 1923 — 26 декабря 2016) — мексиканский баскетболист. Участник летних Олимпийских игр 1948 и 1952 годов,  двукратный чемпион Игр Центральной Америки и Карибского бассейна 1946 и 1950 годов.

## Биография
Фернандо Рохас родился 2 августа 1923 года.
Дважды выигрывал золотые медали баскетбольных турниров на Играх Центральной Америки и Карибского бассейна в 1946 году в Барранкилье и в 1950 году в Гватемале.
В 1948 году вошёл в состав сборной Мексики по баскетболу на летних Олимпийских играх в Лондоне, занявшей 4-е место. Провёл 7 матчей, набрал 2 очка в матче со сборной США.
В 1952 году вошёл в состав сборной Мексики по баскетболу на летних Олимпийских играх в Хельсинки, занявшей 9-е место. Провёл 3 матча, набрал 8 очков (5 в матче со сборной Финляндии, 3 — со сборной СССР).